# Pterodactyl – Szárnyas gonosz
A Pterodactyl – Szárnyas gonosz 2005-ben bemutatott amerikai televíziós horror-kalandfilm Mark L. Lester rendezésében, amely régen élt repülő szörnyek feltámadásáról szól.

## Cselekmény
Egy kis csoport paleontológus tanáruk vezetésével a török-örmény határra igyekszik egy földrengés miatt. Azonban nem tudják, hogy az erdőben lázadókat keres az amerikai hadsereg csapata, ahogyan azt sem, hogy a rég kihalt Pterodactyl feltámadt és áldozatokat szed. Amikor a tudósok odaérnek, Angie már rosszul érzi magát, majd a fák között Willis beleesik a repülő szörnyek ürülékébe. Ezt különösnek találják, ennek ellenére továbbmennek.
Letáboroznak, Angie a közeli kis tóhoz megy fürödni, de nyugalmát megzavarja egy arra kószáló pterodactyl, amely megtámadja. Megölni nem tudja, mert a lány elmenekül. Angie belebotlik a fák között futó Jasonbe és elmeséli, mi történt vele. A férfi is kimegy a tópartra, de karmaival megfogva magával ragadja a szörny.
Jasont nem találják, közben pedig a katonák elfogják és magukkal viszik a lázadók vezérét, Yolent, így egy kis csapat lázadó elindul a keresésére. A tudósok vissza akarnak menni a városba, de megtámadja őket egy pterodactyl, így már mindenki hisz Angie-nek. Az autójuk tönkremegy és be kell futniuk az erdőbe, de a lassú Gwen lemarad és a dinoszaurusz magával viszi. A lázadók rátalálnak a tudósokra, de ekkor megjelennek a katonák és a szörnyek is, akik a lázadókkal hamar végeznek. 
Később a csapat együtt folytatja útját egy nagy tisztásra, ahol Chief, egy katona és Clarke jelzik, hogy jönnek a szörnyek. Chief nem tud lőni az atawan nevű fegyverével, így egy pterodactyl deréktól felfelé magával viszi, majd Clarke-ot is elkapják. Angie sem szerencsés: a keze Willisnél marad, a teste pedig 40 m magasról lezuhan. Angie meghal.
Yolen szökni próbál, s Burroughs utána veti magát, de egy szárny miatt lerepül a feje. Bergen elkapja Yolent, majd hozzákötözi a fejetlen hullához. Kate már menekülne, de az egyik szörny elviszi a fészkéhez. A többiek folytatják az útjukat, s elérnek egy kis kunyhóhoz, ahol egy halott pásztort találnak. De itt is megjelennek a dinoszauruszok, amelyek megsebesítik Zelaznyt. A házban rekednek, de hamar el kell távolodniuk az ablakoktól, mert egy pterodactyl betöri az egyiket a fejével, s elkapja Willis lábát.
A szörnyek elmennek, majd Kate jelentkezik egy rádión, amelyet a szétmarcangolt Clarke-nál talált. Hogy megmentsék a lányt, otthagyják Willist és Zelaznyt, de a lány belehal sérüléseibe, Willist pedig a visszatérő szörnyek falják fel. Katenak sikerül kimenekülni a fészekből.
Másnap hatalmas lövöldözés támad. Serling átmegy a lányért, miközben Yolen kiszabadul, és meg akarja ölni Michaelt, de a dinoszauruszok elkapják, a fiókáik pedig felfalják. A megmentő akció még egy áldozatot követel: a kötél elszakad, Serling pedig belezuhan az alatta tátongó mély szakadékba. Annyi ereje még van, hogy felrobbantsa a bombát, így a fiókák elpusztulnak.
A három életben maradt hős menekül, de Bergent megöli a visszatérő atawan golyó, így Michael lő vele a megvadult szörnyre, s fel is robbantja. Michael és Kate, a szerelmesek elindulnak a város irányába.

## Szereplők
| Színész           | Szerep                       | Magyar hang    |
| ----------------- | ---------------------------- | -------------- |
| Cameron Daddo     | Michael Lovecraft professzor | Kautzky Armand |
| Coolio            | Bergen százados              | Sótonyi Gábor  |
| Amy Sloan         | Kate Heinlein                | Németh Kriszta |
| George Calil      | Serling                      | Tóth Roland    |
| Ivo Cutzarida     | Yolen, lázadók vezére        | Juhász Zoltán  |
| Steve Braun       | Willis Bradbury              | Hamvas Dániel  |
| Mircea Monroe     | Angie Lem                    | Roatis Andrea  |
| Jessica Ferrarone | Zelazny                      | Madarász Éva   |